# Día de la Bandera Nacional de Canadá
El Día de la Bandera Nacional de Canadá (en francés: Jour du drapeau national du Canada; en inglés: National Flag of Canada Day), comúnmente abreviado como Día de la Bandera, se observa anualmente el 15 de febrero para conmemorar la inauguración de la bandera de Canadá en esa fecha de 1965. El día está marcado por el enarbolamiento de la bandera, ceremonias públicas ocasionales y programas educativos en las escuelas. No es un día festivo, aunque se ha debatido la posibilidad de crear uno.

## Historia

### Antecedentes
En medio de mucha controversia, el Parlamento de Canadá votó en 1964 para adoptar un nuevo diseño para la bandera canadiense y lanzó una convocatoria de presentaciones.
Esta bandera reemplazaría a la Bandera Roja Canadiense, que había estado, con varias modificaciones sucesivas, en uso convencional como bandera nacional de Canadá desde 1868. Los canadienses presentaron casi 4.000 diseños. El 22 de octubre de 1964, la bandera de la hoja de arce, diseñada por el historiador George Stanley, ganó por votación unánime. Bajo el liderazgo del Primer Ministro Lester Pearson, la Cámara de los Comunes aprobó resoluciones recomendando el nuevo diseño el 15 de diciembre de 1964 y el Senado dos días después.
La bandera fue proclamada por Isabel II, Reina del Reino Unido y de los otros Reinos de la Mancomunidad de Naciones, el 28 de enero de 1965, y entró en vigor "a partir de, y después" del 15 de febrero de ese año.

### Día de la Bandera
El Día de la Bandera Nacional de Canadá fue instituido en 1996 por una Orden del Gobernador General Roméo LeBlanc, por iniciativa del Primer Ministro Jean Chrétien.  En la primera ceremonia del Día de la Bandera en Hull, Quebec, Chrétien se enfrentó a manifestantes contra los recortes propuestos al sistema de seguro de desempleo y, mientras caminaba entre la multitud, lo agarraron por el cuello y empujaron a un manifestante que se había acercado a él.
En 2010, en el 45º aniversario de la bandera, se llevaron a cabo ceremonias federales para conmemorar el Día de la Bandera en Ottawa, Winnipeg, St. John's y en Whistler y Vancouver junto con los Juegos Olímpicos de Invierno de 2010 en Vancouver.  En 2011, el Primer Ministro Stephen Harper celebró el Día de la Bandera entregando a dos ciudadanos, cuyo trabajo honraba a los militares, banderas canadienses que habían ondeado sobre la Torre de la Paz. Se anunció que inauguraba un reconocimiento anual al patriotismo.